# Havas
Havas (1899-ig Sznazsnicza, szlovákul Snežnica) község Szlovákiában, a Zsolnai kerületben, a Kiszucaújhelyi járásban.

## Fekvése
Zsolnától 8 km-re északkeletre, a Havas-patak partján fekszik.

## Története
1426-ban „Szneznych” alakban említik először, a sztrecsnói uradalomhoz tartozott. 1438-ban „Sznesznicze”, 1439-ben „Sneznice”, 1511-ben „Zneznycza” alakban szerepel az írott forrásokban. 1511-ben az óvári uradalom része lett. 1598-ban egy malom és 10 ház állt a faluban. 1784-ben 34 házában 35 család és 243 lakos élt.
A 18. század végén Vályi András így ír róla: „SZNESNICZA. Tót falu Trentsén Várm. földes Ura Gr. Pongrácz Uraság, lakosai katolikusok, fekszik Újhelyhez 3/4 mértföldnyire; határja néhol meglehetős.”
1828-ban 40 háza és 309 lakosa, 1850-ben 352 lakosa volt. Lakói mezőgazdasággal, állattartással, favágással, drótozással foglalkoztak. Később sokan idénymunkákból éltek.
Fényes Elek 1851-ben kiadott geográfiai szótárában így ír a faluról: „Szneznicza, tót falu, Trencsén vmegyében, Tepliczához északra 1 órányira, 352 kath. lak. F. u. gr. Pongrácz. Ut. p. Zsolna.”
A trianoni békéig Trencsén vármegye Kiszucaújhelyi járásához tartozott.

## Népessége
| Év:            | 1994. | 2004.    | 2014.   | 2024.    |
| -------------- | ----- | -------- | ------- | -------- |
| Emberek száma: | 893   | 987      | 988     | 1129     |
| Eltérés:       |       | +10,52 % | +0,10 % | +14,27 % |

| Év:            | 2023. | 2024.   |
| -------------- | ----- | ------- |
| Emberek száma: | 1127  | 1129    |
| Eltérés:       |       | +0,17 % |

1910-ben 414 lakosából 408 szlovák anyanyelvű volt.
2001-ben 957 lakosából 953 szlovák volt.
2011-ben 987 lakosából 946 szlovák volt.
2021-ben 1085 lakosából 1056 (+2) szlovák, (+1) magyar, 9 (+5) egyéb és 20 ismeretlen nemzetiségű volt.

## Neves személyek
- Itt született 1919. február 2-án Blažej Beňadik szlovák régész.

## Külső hivatkozások
- Hivatalos oldal
- Községinfó
- Havas Szlovákia térképén
- A falu a Kiszucai régió honlapján
- Az OŠK Snežnica honlapja Archiválva 2006. november 30-i dátummal a Wayback Machine-ben
- E-obce.sk